# Setae
I biologi är setae (singular seta, från det latinska ordet för "borst") en av flera olika typer av borst- eller hår-liknande strukturer på levande organismer.

## Setae hos djur

### Evertebrater

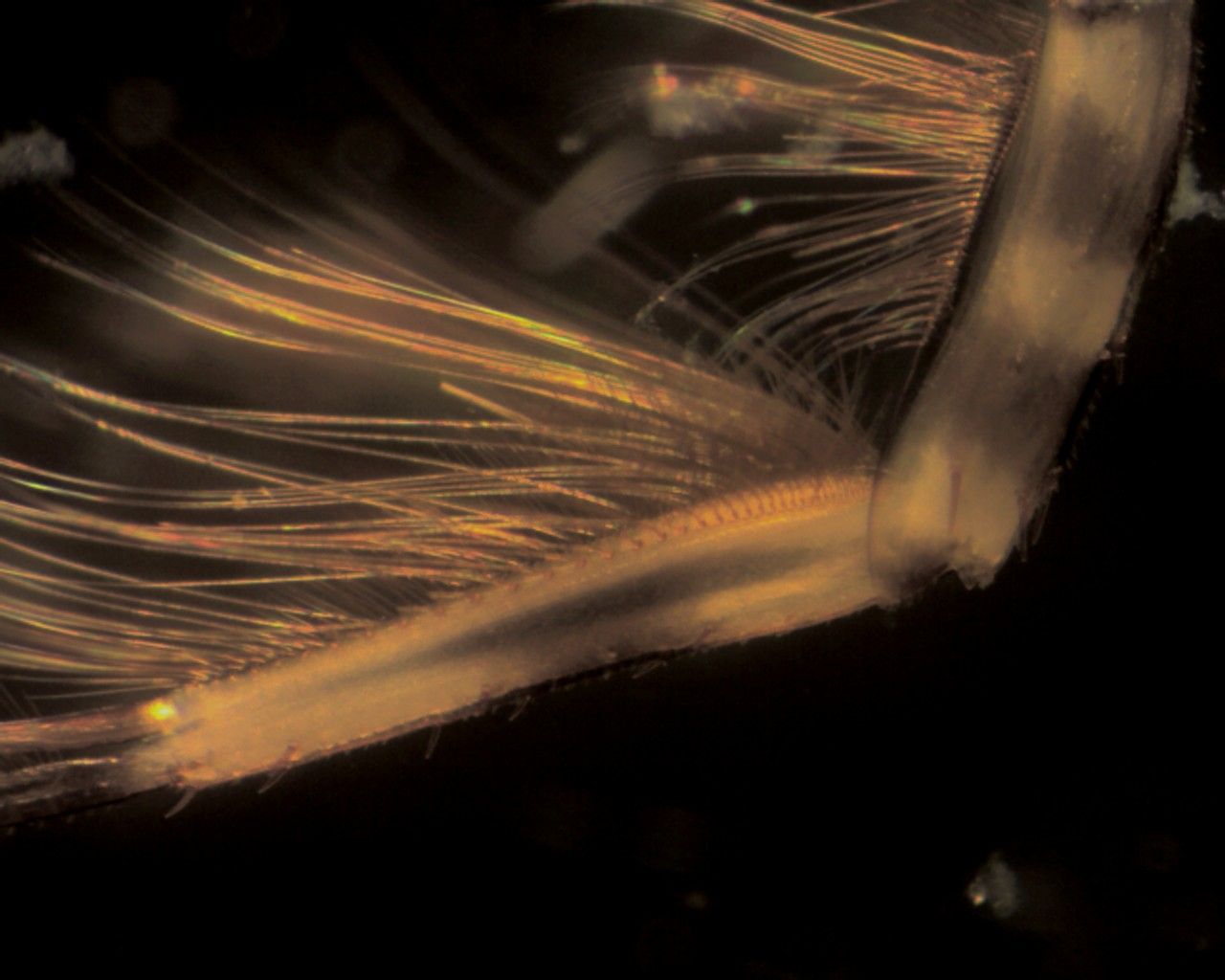
Setae på en dagsländas framben

Setae hos ringmaskar är styva borst på kroppen som exempelvis hjälper daggmaskar att fästa vid ytan och förhindrar djuret från att glida baklänges vid peristaltisk rörelse. Dessa hårstrån är varför det är svårt att dra en mask rakt ur marken. Setae hos fåborstmaskar (en grupp som inkluderar daggmaskar) består till stor del av kitin.
Kräftdjur har mekano- och kemosensoriska setae och finns oftast på kräftdjurens mundelar, men även på extremiteter avsedda för putsning. I vissa fall modifieras setae till fjälliknande strukturer. Setae på benen hos krill och andra små kräftdjur hjälper att fånga in fytoplankton.
Setae på insektsskal är encelliga, vilket innebär att vart och ett är bildat av en enda epidermal cell som kallas trichogen, bokstavligen översatt till "borstbildare". Beroende delvis på deras form och funktion kan setae även kallas för hår, macrotrichia, chaetae eller fjäll. Vissa insekter, såsom Eriogaster lanestris-larver, använder setae som en försvarsmekanism och kan orsaka dermatit när de kommer i kontakt med huden.

### Vertebrater

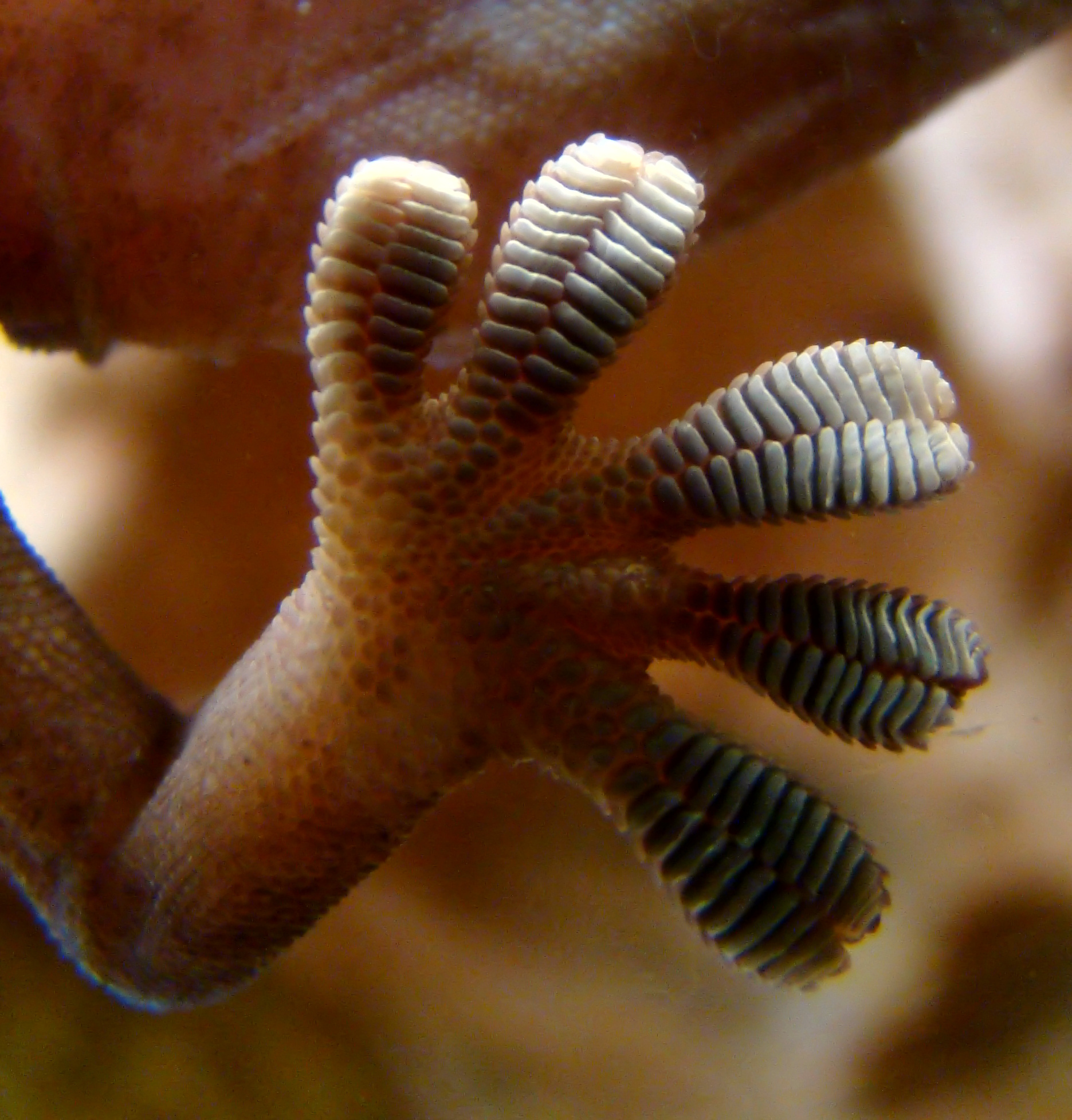
Närbild på undersidan av en geckofot

Kuddarna på en geckos fötter har små hårliknande utväxter (setae) som möjliggör geckons förmåga att fästa sig på vertikala ytor.

## Setae hos svampar
I mykologi hänvisar "setae" till mörkbruna, tjockväggiga, taggliknande cystidier som finns i kortikioid- och poroidsvampar i familjen Hymenochaetaceae. Även om dessa setae huvudsakligen är mikroskopiska kan de hos vissa arter vara tillräckligt tydliga för att ses med en vanlig lupp.

## Setae hos växter
I botanik avser "seta" den stjälk som stödjer en mossas eller levermossas kapsel, vilket förser den med näringsämnen. Setan är en del av sporofyten och har en kort fot inbäddad i gametofyten, på vilken den parasiterar. Setae finns inte hos alla mossor, men i vissa arter kan de nå 15 till 20 centimeter i höjd.

## Syntetiska setae
Syntetiska setae ämnar efterlikna de setae som finns på geckons fötter för att skapa material som fäster vid ytor men som inte efterlämnar något klister. 